# Carlo Oriani
Carlo Oriani (Balsamo, 5 novembre 1888 – Caserta, 3 dicembre 1917) è stato un ciclista su strada italiano.
Professionista dal 1908 al 1915, vinse il Giro di Lombardia del 1912 e il Giro d'Italia del 1913. È anche chiamato "El Pucia", poiché era solito ripulire interamente il piatto con una mollica di pane.

## Biografia

Carlo Oriani in divisa da bersagliere ciclista (1915)

Carlo Oriani nacque a Balsamo nel 1888 e si trasferì nella vicina Sesto San Giovanni per lavorare in una fabbrica di caldaie.
Arruolato nei bersaglieri ciclisti durante la prima guerra mondiale, nel 1911 combatté la Battaglia di Sciara-Sciat, in Libia. Si ammalò di polmonite per aver attraversato il Tagliamento a nuoto durante la ritirata di Caporetto nel tentativo di salvare un commilitone, e morì a soli 29 anni all'ospedale di Caserta.
Venne inizialmente sepolto nel Cimitero di Caserta. Nel 1921 la salma venne traslata per essere tumulata nel "Cimitero Vecchio" di Sesto San Giovanni.

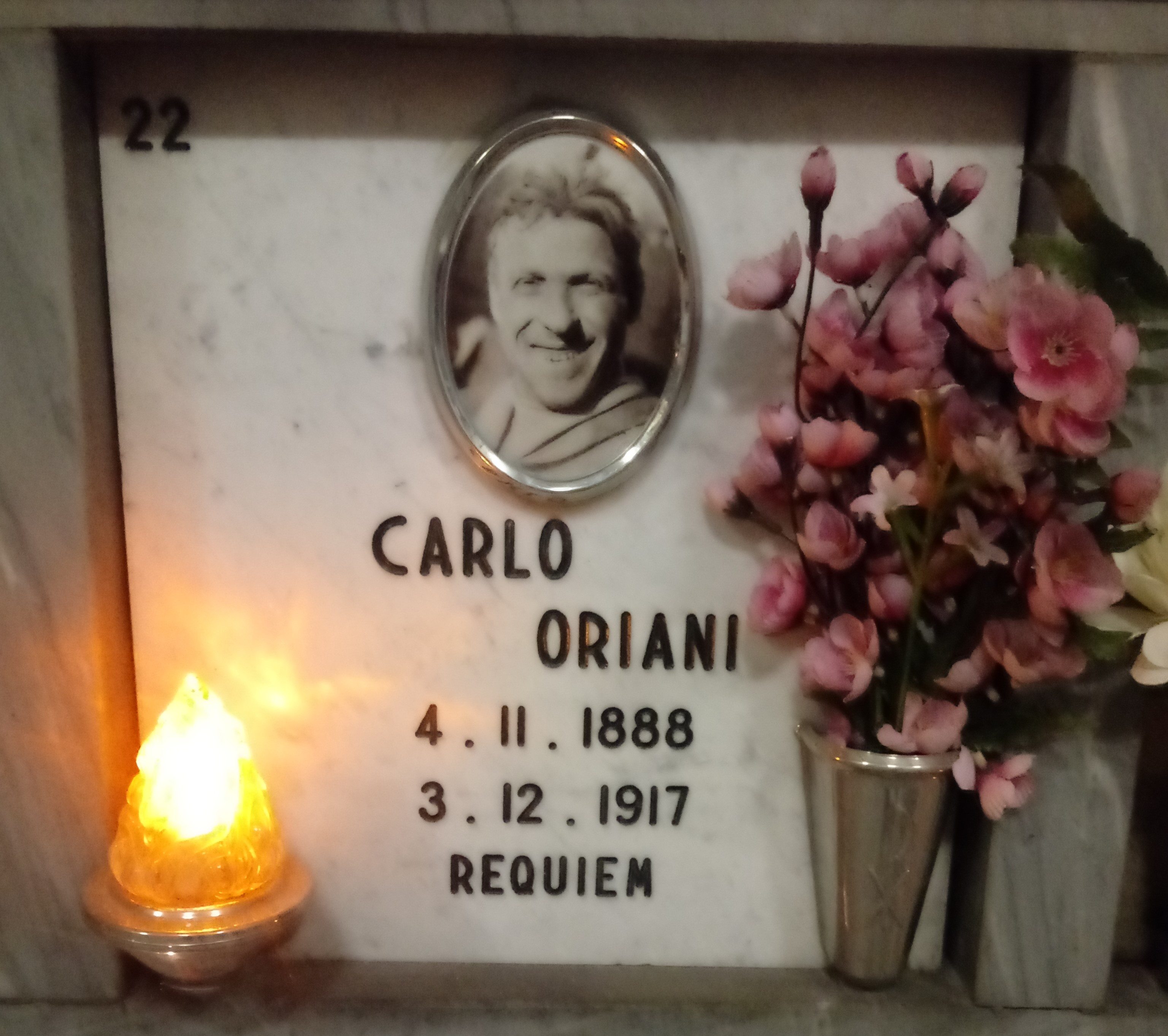
Tomba di Carlo Oriani al Cimitero Vecchio di Sesto San Giovanni

## Carriera
Carlo Oriani fu attivo negli anni dieci del XX secolo e corse per la Stucchi, per la Bianchi e per la Maino.
Partecipò alla prima edizione del Giro d'Italia nel 1909, dove arrivò quinto in classifica e risultando il migliore tra i dilettanti. Nel 1912 vinse il Giro di Lombardia e l'anno successivo il Giro d'Italia.

## Palmarès
- 1912

Giro di Lombardia
- 1913

Classifica generale Giro d'Italia

### Altri successi
- 1913

Classifica tempo Giro d'Italia

## Piazzamenti

### Grandi giri
- Giro d'Italia

1909: 5º
1911: 11º
1913: vincitore
1914: ritirato

### Classiche
- Giro di Lombardia

1912: vincitore
1914: 23º
- Milano-Sanremo

1911: 14º
1914: 12º
1915: 12º

### Strada
- Parigi-Tours

1913: 48º